# Danh sách đề cử và giải thưởng của Lee Min-ho
Lee Min-ho được khán giả đón nhận qua những vai diễn nổi tiếng như Vườn Sao Băng (2009), Thợ Săn Thành Phố (2011) và Quân Vương Bất Diệt (2020) giúp anh trở nên nổi tiếng khắp toàn cầu.

## Giải thưởng và đề

### APAN Star Awards
| Năm  | Hạng Mục                                    | Tác Phẩm Đề Cử      | Kết Quả | Ghi Chú |
| ---- | ------------------------------------------- | ------------------- | ------- | ------- |
| 2014 | Top Excellence Award, Actor in a Miniseries | Những người thừa kế | Đề cử   | [ 4 ]   |
| 2020 | Popular Star Award, Actor                   | Quân vương bất diệt | Đề cử   | [ 5 ]   |

### Asian Television Award
| Năm  | Hạng Mục         | Tác Phẩm Đề Cử | Kết Quả | Ghi Chú |
| ---- | ---------------- | -------------- | ------- | ------- |
| 2009 | Best Drama Actor | Vườn sao băng  | Đề cử   | [ 6 ]   |

### BaiduFeidian Awards
| Năm  | Hạng Mục         | Tác Phẩm Đề Cử      | Kết Quả   | Ghi Chú |
| ---- | ---------------- | ------------------- | --------- | ------- |
| 2013 | Best Asian Actor | Những người thừa kế | Đoạt giải | [ 7 ]   |

### Baeksang Arts Awards
| Năm  | Hạng Mục                    | Tác Phẩm Đề Cử  | Kết Quả   | Ghi Chú      |
| ---- | --------------------------- | --------------- | --------- | ------------ |
| 2009 | Best New Actor – Television | Vườn sao băng   | Đoạt giải | [ 8 ]        |
| 2015 | Best New Actor – Film       | Bụi Đời Gangnam | Đề cử     | [ 9 ] [ 10 ] |
| 2015 | Most Popular Actor – Film   | Bụi Đời Gangnam | Đoạt giải | [ 9 ] [ 10 ] |
| 2015 | iQiyi Star Award            |                 | Đoạt giải | [ 9 ] [ 10 ] |

### Blue Dragon Film Awards
| Năm  | Hạng Mục         | Tác Phẩm Đề Cử  | Kết Quả   | Ghi Chú |
| ---- | ---------------- | --------------- | --------- | ------- |
| 2015 | Best New Actor   | Bụi đời Gangnam | Đề cử     | [ 11 ]  |
| 2015 | Popularity Award | Bụi đời Gangnam | Đoạt giải | [ 12 ]  |

### China Fashion Awards
| Năm  | Hạng Mục                 | Tác Phẩm Đề Cử | Kết Quả   | Ghi Chú |
| ---- | ------------------------ | -------------- | --------- | ------- |
| 2013 | Most Popular Asian Actor |                | Đoạt giải | [ 13 ]  |

### Grand Bell Awards
| Năm  | Hạng Mục         | Tác Phẩm Đề Cử  | Kết Quả   | Ghi Chú |
| ---- | ---------------- | --------------- | --------- | ------- |
| 2015 | Best New Actor   | Bụi Đời Gangnam | Đoạt giải | [ 14 ]  |
| 2015 | Popularity Award | Bụi Đời Gangnam | Đề cử     | [ 14 ]  |

### Gold Derby Awards
| Năm  | Hạng Mục                           | Tác Phẩm Đề Cử | Kết Quả   | Ghi Chú |
| ---- | ---------------------------------- | -------------- | --------- | ------- |
| 2022 | Best Drama Actor                   | Pachinko       | Đoạt giải |         |
| 2022 | Breakthrough Performer of the Year | Pachinko       | Đoạt giải |         |

### Fashionista Awards
| Năm  | Hạng Mục                    | Tác Phẩm Đề Cử  | Kết Quả | Ghi Chú |
| ---- | --------------------------- | --------------- | ------- | ------- |
| 2015 | Best Fashionista in a Movie | Bụi Đời Gangnam | Đề cử   |         |

### KBS Drama Awards
| Năm  | Hạng Mục                            | Tác Phẩm Đề Cử | Kết Quả   | Ghi Chú |
| ---- | ----------------------------------- | -------------- | --------- | ------- |
| 2009 | Best New Actor                      | Vườn sao băng  | Đoạt giải | [ 15 ]  |
| 2009 | Best Couple Award (with Ku Hye-sun) | Vườn sao băng  | Đoạt giải | [ 15 ]  |
| 2009 | Netizen Award, Actor                | Vườn sao băng  | Đề cử     | [ 15 ]  |

### Korea Brand Stars
| Năm  | Hạng Mục              | Tác Phẩm Đề Cử | Kết Quả   | Ghi Chú |
| ---- | --------------------- | -------------- | --------- | ------- |
| 2015 | Grand Prize (Daesang) |                | Đoạt giải | [ 16 ]  |

### Korea Drama Awards
| Năm  | Hạng Mục                    | Tác Phẩm Đề Cử      | Kết Quả   | Ghi Chú |
| ---- | --------------------------- | ------------------- | --------- | ------- |
| 2011 | Top Excellence Award, Actor | Thợ săn thành phố   | Đoạt giải | [ 17 ]  |
| 2011 | Hallyu Star Award           | Thợ săn thành phố   | Đoạt giải | [ 17 ]  |
| 2014 | Grand Prize (Daesang)       | Những người thừa kế | Đề cử     | [ 18 ]  |

### Korea SNS Industry Grand Award
| Năm  | Hạng Mục                                               | Tác Phẩm Đề Cử | Kết Quả   | Ghi Chú |
| ---- | ------------------------------------------------------ | -------------- | --------- | ------- |
| 2015 | President Award of National Information Society Agency |                | Đoạt giải | [ 19 ]  |

### Korean Tourism Awards
| Năm  | Hạng Mục                        | Tác Phẩm Đề Cử | Kết Quả   | Ghi Chú |
| ---- | ------------------------------- | -------------- | --------- | ------- |
| 2015 | The STAR of Korean Tourism 2015 |                | Đoạt giải | [ 20 ]  |

### LeTV Awards
| Năm  | Hạng Mục                      | Tác Phẩm Đề Cử | Kết Quả   | Ghi Chú |
| ---- | ----------------------------- | -------------- | --------- | ------- |
| 2016 | Most Popular Asian Idol Award |                | Đoạt giải | [ 21 ]  |

### Max Movie Awards
| Năm  | Hạng Mục       | Tác Phẩm Đề Cử  | Kết Quả | Ghi Chú |
| ---- | -------------- | --------------- | ------- | ------- |
| 2016 | Best New Actor | Bụi đời Gangnam | Đề cử   | [ 22 ]  |

### MBC Drama Awards
| Năm  | Hạng Mục                          | Tác Phẩm Đề Cử       | Kết Quả   | Ghi Chú |
| ---- | --------------------------------- | -------------------- | --------- | ------- |
| 2010 | Excellence Award, Actor           | Nàng ngốc và quân sư | Đoạt giải | [ 23 ]  |
| 2010 | Popularity Award, Actor           | Nàng ngốc và quân sư | Đề cử     | [ 23 ]  |
| 2010 | Best Couple Award with Son Ye-jin | Nàng ngốc và quân sư | Đề cử     | [ 23 ]  |

### Mnet 20's Choice Awards
| Năm  | Hạng Mục                         | Tác Phẩm Đề Cử    | Kết Quả | Ghi Chú |
| ---- | -------------------------------- | ----------------- | ------- | ------- |
| 2009 | Hot Male Drama Star              | Vườn sao băng     | Đề cử   |         |
| 2009 | Hot Character                    | Vườn sao băng     | Đề cử   |         |
| 2009 | Hot CF Star                      | Dunkin' Donuts    | Đề cử   |         |
| 2009 | Hot New Star                     |                   | Đề cử   |         |
| 2009 | Hot Summer Heat Popularity Award |                   | Đề cử   |         |
| 2011 | Hot Male Drama Star              | Thợ săn thành phố | Đề cử   |         |
| 2011 | Hot 20's Voice                   |                   | Đề cử   |         |

### MTN Broadcast Advertisement Festival
| Năm  | Hạng Mục                         | Tác Phẩm Đề Cử    | Kết Quả   | Ghi Chú |
| ---- | -------------------------------- | ----------------- | --------- | ------- |
| 2009 | Most Popular Advertisement Model | Trugen Commercial | Đoạt giải | [ 24 ]  |

### Puchon International Fantastic Film Festival
| Năm  | Hạng Mục              | Tác Phẩm Đề Cử | Kết Quả   | Ghi Chú |
| ---- | --------------------- | -------------- | --------- | ------- |
| 2015 | Producer Choice Award |                | Đoạt giải | [ 25 ]  |

### SBS Drama Awards
| Năm  | Hạng Mục                                                          | Tác Phẩm Đề Cử        | Kết Quả   | Ghi Chú       |
| ---- | ----------------------------------------------------------------- | --------------------- | --------- | ------------- |
| 2011 | Top Excellence Award, Actor in a Drama Special                    | Thợ săn thành phố     | Đoạt giải | [ 26 ]        |
| 2011 | Popularity Award, Actor                                           | Thợ săn thành phố     | Đoạt giải | [ 26 ]        |
| 2011 | Top 10 Stars                                                      | Thợ săn thành phố     | Đoạt giải | [ 26 ]        |
| 2011 | Best Couple Award (với Park Min-young)                            | Thợ săn thành phố     | Đề cử     | [ 26 ]        |
| 2012 | Top Excellence Award, Actor in a Miniseries                       | Thần y                | Đoạt giải | [ 27 ] [ 28 ] |
| 2012 | Top 10 Stars                                                      | Thần y                | Đoạt giải | [ 27 ] [ 28 ] |
| 2012 | Popularity Award, Actor                                           | Thần y                | Đề cử     | [ 27 ] [ 28 ] |
| 2013 | Top Excellence Award, Actor in a Drama Special                    | Những người thừa kế   | Đoạt giải | [ 29 ]        |
| 2013 | Popularity Award, Actor                                           | Những người thừa kế   | Đoạt giải | [ 29 ]        |
| 2013 | Top 10 Stars                                                      | Những người thừa kế   | Đoạt giải | [ 29 ]        |
| 2013 | Best Couple Award with Park Shin-hye                              | Những người thừa kế   | Đoạt giải | [ 29 ]        |
| 2013 | Best Dressed                                                      | Những người thừa kế   | Đoạt giải | [ 29 ]        |
| 2016 | Grand Prize (Daesang)                                             | Huyền thoại biển xanh | Đề cử     | [ 30 ]        |
| 2016 | Top Excellence Award, Actor in a Fantasy Drama                    | Huyền thoại biển xanh | Đoạt giải | [ 30 ]        |
| 2016 | Best Couple (với Jun Ji-hyun)                                     | Huyền thoại biển xanh | Đoạt giải | [ 30 ]        |
| 2016 | Top 10 Stars Award                                                | Huyền thoại biển xanh | Đoạt giải | [ 30 ]        |
| 2016 | K-Wave Star Award                                                 | Huyền thoại biển xanh | Đề cử     | [ 30 ]        |
| 2020 | Top Excellence Award, Actor in a Miniseries Fantasy/Romance Drama | Quân vương bất diệt   | Đoạt giải | [ 31 ]        |
| 2020 | Best Couple (với Kim Go-eun)                                      | Quân vương bất diệt   | Đề cử     | [ 32 ]        |

### Seoul International Drama Awards
| Năm  | Hạng Mục                                  | Tác Phẩm Đề Cử      | Kết Quả   | Ghi Chú |
| ---- | ----------------------------------------- | ------------------- | --------- | ------- |
| 2009 | People's Choice Actor                     | Vườn sao băng       | Đề cử     |         |
| 2012 | Outstanding Korean Actor                  | Thợ săn thành phố   | Đề cử     |         |
| 2012 | People's Choice Actor                     | Thợ săn thành phố   | Đề cử     |         |
| 2013 | People's Choice Actor                     | Thần y              | Đề cử     |         |
| 2014 | Outstanding Korean Actor                  | Những người thừa kế | Đề cử     |         |
| 2014 | People's Choice Actor                     | Những người thừa kế | Đề cử     |         |
| 2015 | 10th Anniversary Hallyu Achievement Award |                     | Đoạt giải | [ 33 ]  |
| 2015 | Mango TV Popularity Award                 |                     | Đoạt giải | [ 33 ]  |

### Sohu Media Awards
| Năm  | Hạng Mục                         | Tác Phẩm Đề Cử | Kết Quả   | Ghi Chú |
| ---- | -------------------------------- | -------------- | --------- | ------- |
| 2013 | Most Popular International Actor |                | Đoạt giải | [ 34 ]  |

### SoompiAwards
| Năm  | Hạng Mục                              | Tác Phẩm Đề Cử        | Kết Quả   | Ghi Chú |
| ---- | ------------------------------------- | --------------------- | --------- | ------- |
| 2017 | Actor of the Year                     | Huyền thoại biển xanh | Đoạt giải | [ 35 ]  |
| 2017 | Spot-on Best Couple (với Jun Ji-hyun) | Huyền thoại biển xanh | Đoạt giải | [ 35 ]  |

### Style Icon Awards
| Năm  | Hạng Mục                      | Tác Phẩm Đề Cử | Kết Quả | Ghi Chú |
| ---- | ----------------------------- | -------------- | ------- | ------- |
| 2009 | Viewers' Best Popularity Icon |                | Đề cử   |         |
| 2010 | Popularity Award              |                | Đề cử   |         |
| 2011 | Top 10 Style Icons            |                | Đề cử   |         |
| 2014 | Top 10 Style Icons            |                | Đề cử   |         |

### Weibo Movie Award
| Năm  | Hạng Mục                             | Tác Phẩm Đề Cử    | Kết Quả   | Ghi Chú       |
| ---- | ------------------------------------ | ----------------- | --------- | ------------- |
| 2016 | Most Anticipated Action Comedy Actor | Thợ săn thành phố | Đoạt giải | [ 36 ] [ 37 ] |
| 2016 | Asian Movie Pioneer                  | Thợ săn thành phố | Đoạt giải | [ 36 ] [ 37 ] |

### YahooAsia Buzz Awards
| Năm  | Hạng Mục                     | Tác Phẩm Đề Cử | Kết Quả | Ghi Chú |
| ---- | ---------------------------- | -------------- | ------- | ------- |
| 2009 | Top Buzz Star: Male Category |                | Đề cử   |         |
| 2010 | Top Buzz Star: Male Actor    |                | Đề cử   |         |
| 2010 | Top Buzz Star: Male Category |                | Đề cử   |         |

## Chứng nhận và danh hiệu

### Danh hiệu văn hóa
| Quốc Gia                              | Năm  | Giải Thưởng                                       | Ghi Chú |
| ------------------------------------- | ---- | ------------------------------------------------- | ------- |
| Hàn Quốc                              | 2014 | Prime Minister's Commendation                     | [ 41 ]  |
| Institute of National Brand Promotion | 2017 | National Brand Award Grand Prize – Culture Sector | [ 43 ]  |

### Forbes
| Trang  | Năm  | Thể Loại              | Hạng    | Ghi Chú |
| ------ | ---- | --------------------- | ------- | ------- |
| Forbes | 2010 | Korea Power Celebrity | Hạng 18 | [ 44 ]  |
| Forbes | 2011 | Korea Power Celebrity | Hạng 35 | [ 45 ]  |
| Forbes | 2012 | Korea Power Celebrity | Hạng 40 | [ 46 ]  |
| Forbes | 2014 | Korea Power Celebrity | Hạng 21 |         |
| Forbes | 2016 | Korea Power Celebrity | Hạng 31 | [ 47 ]  |
| Forbes | 2017 | Korea Power Celebrity | Hạng 22 | [ 48 ]  |
| Forbes | 2021 | Korea Power Celebrity | Hạng 16 | [ 49 ]  |
| Forbes | 2022 | Korea Power Celebrity | Hạng 20 |         |